# عباس قاسم شرف
عباس قاسم محمد شرف.
ولد في حي الصالحية (دمشق)، وتوفي فيه.
قضى حياته في سورية ولبنان.
تلقى علومه الأولى في الكتّاب، ثم قصد مدرسة المحسنية بحي الأمين، فدرس اللغتين العربية والفرنسية حتى عام 1925.
يعد محسن الأمين العاملي (صاحب أعيان الشيعة) رائدًا وراعيًا للمترجم له، وجهه ثقافيًا وثبت خطاه عمليًا في انتقاله من العمل اليدوي إلى الإبداع الشعري والوعظ.
بدأ حياته العملية بعدة مهن يدوية مثل النسج على النول، والحياكة، فلما كسدت هذه المهن إبان الحرب العالمية الثانية اضطر إلى العمل في المحاجر وتكسير
الصخور في جبل قاسيون. ومن بعد عمل إمامًا وخطيبًا لمسجد المحمدية بدمشق حين استقرت موهبته الأدبية.
الإنتاج الشعري:
- له ديوان مطبوع بعنوان: «نفحات ونفثات» دمشق (د.ن.ت).
الأعمال الأخرى:
- له ثلاثة مؤلفات هي: «الجمان في مقتطفات من مجمع البيان - قبس المطالعة - جهد المقل».
شاعر مدائح أهل البيت، وسادة العصر، وفكره السياسي (القومي) أيضًا. نظم على الموزون المقفى، مجددًا في أغراضه، وجاءت بعض معانيه طريفة تتسم بخفة الروح والفكاهة، فمدح الممرضين والممرضات، وتغزل في الطبيبات المعالجات، ووصف قلع أسنانه متهكمًا على حاله بعدها، كما تهكم من فقره وشح الناس مجاريًا شعراء الكدية وظرفاء العرب القدامى، بعض شعره ينزع إلى الحكمة والنصح، كذلك كتب الشعر الوطني، ألفاظه عذبة سلسة، وخياله متوازن مع ثقافة عصره ومعبر عن معانيه.